# Théorème de Malgrange-Ehrenpreis
En mathématiques, le théorème de Malgrange-Ehrenpreis énonce qu'un opérateur différentiel linéaire à coefficients constants non nul admet une fonction de Green. Il a été démontré en premier indépendamment par Leon Ehrenpreis et Bernard Malgrange.
Cela signifie que l'équation aux dérivées partielles
{\displaystyle P\left({\frac {\partial }{\partial x_{1}}},\cdots ,{\frac {\partial }{\partial x_{\ell }}}\right)u(\mathbf {x} )=\delta (\mathbf {x} ),}
où {\displaystyle P} est un polynôme à plusieurs variables et {\displaystyle \delta } est la distribution de Dirac admet une solution (au sens des distributions) {\displaystyle u} appelée solution fondamentale.
Ce théorème montre en particulier que l'équation
{\displaystyle P\left({\frac {\partial }{\partial x_{1}}},\cdots ,{\frac {\partial }{\partial x_{\ell }}}\right)v(\mathbf {x} )=f(\mathbf {x} )}
admet une solution pour toute distribution {\displaystyle f} à support compact. En effet, on montre que {\displaystyle v=u*f} est solution, où {\displaystyle *} désigne le produit de convolution. Il n'y a cependant pas unicité de la solution en général.
L'analogue de ce résultat pour les opérateurs différentiels à coefficients non constants est faux, même dans le cas où les coefficients sont polynomiaux: voir l'exemple de Lewy.

## Démonstrations
Les démonstrations originales de Malgrange et Ehrenpreis sont non-constructives car utilisant le théorème de Hahn-Banach. Depuis plusieurs démonstrations constructives ont été trouvées.
Il existe une démonstration très courte utilisant la transformée de Fourier et les polynômes de Bernstein-Sato. Par transformation de Fourier, le théorème de Malgrange–Ehrenpreis est équivalent au fait que n'importe quel polynôme à plusieurs variables non nul P a un inverse (au sens des distributions). Quitte à remplacer P par le produit de P avec son conjugué, on peut supposer que P est positif. Or pour les polynômes positifs l'existence d'un inverse au sens des distributions est une conséquence de l'existence du polynôme de Bernstein-Sato, ce qui implique que la fonction Ps peut être étendue en une fonction méromorphe de la variable complexe s. On montre alors que le terme constant de la série de Laurent de Ps en s = −1 est l'inverse au sens des distributions de P.
D'autres démonstrations, offrant souvent des meilleurs bornes sur la croissante de la solution, sont données dans (Hörmander 1983a, Theorem 7.3.10), (Reed et Simon 1975, Theorem IX.23, p. 48) et (Rosay 1991).
(Hörmander 1983b, chapter 10) présente une discussion détaillée sur les propriétés de régularité de la solution fondamentale.
Une démonstration courte et constructive est présentée dans (Wagner 2009, Proposition 1, p. 458):
{\displaystyle E={\frac {1}{\overline {P_{m}(2\eta )}}}\sum _{j=0}^{m}a_{j}e^{\lambda _{j}\eta x}{\mathcal {F}}_{\xi }^{-1}\left({\frac {\overline {P(i\xi +\lambda _{j}\eta )}}{P(i\xi +\lambda _{j}\eta )}}\right)}
est une solution fondamentale de P(∂), i.e., P(∂)E = δ, si Pm est la partie principale de P, η ∈ Rn avec Pm(η) ≠ 0, les nombres réels λ0, ..., λm sont deux-à-deux différents et
{\displaystyle a_{j}=\prod _{k=0,k\neq j}^{m}(\lambda _{j}-\lambda _{k})^{-1}.}